# Країна (журнал)
«Країна» — україномовний тижневий журнал.
Заснований 2009 року підприємством ТОВ "Видавнича група «Нова інформація», до складу якого входили «Газета по-українськи» та інтернет-видання «Gazeta.ua». Перший номер журналу вийшов 27 листопада 2009 року. Тираж 10 200 екземплярів. Шеф-редактор — Максим Розумний, головний редактор журналу — Оксана Снігур. Видавець — Товариство з обмеженою відповідальністю "Видавнича компанія «Нова інформація».
Цільова аудиторія — мешканці великих міст віком від 20 до 50 років із вищою освітою.

## Історія створення
Перед виходом журналу в його сегменті існувало три україномовні тижневики — «Український тиждень», «Главред» і «Новинар».
«Новинар» було закрито ще 2008 року, останній номер «Главреда» вийшов друком наприкінці грудня 2010 року, а україномовну версію журналу Контракти (рос. Контракты) перестали видавати у 2014, коли він став суто мережевим російськомовним виданням. Відтак єдиним україномовним конкурентом «Країни» в царині суспільно-політичних тижневиків з липня 2012 року є «Український тиждень» та україномовна версія журналу-газети Коментарі: (рос. Комментарии:).

## Структура
Три головні розділи журналу — «Події», «Оцінки», «Люди та речі» — містять такі рубрики, включно з нерегулярними:
- Події — «Тема», «Україна», «Дати», «Світ», «Спорт», «Культура», «Картина», «Література», «Тема»
- Оцінки — «Інтерв'ю», «Відгуки», «Проблема», «Щоденник», «Погляд», «Рейтинг», «Репліка», «Колонка», «Розмова про все».
- Люди та речі — «Тусівка», «Портрет», «Досвід», «Поради», «Гардероб», «Востаннє», «Підслухані розмови», «Історія», «Документ».

Колумністами в різний час були Юрій Андрухович, Андрій Бондар, Ярослав Грицак, Євген Головаха, Марія Матіос, Олександр Бойченко, Павло Вольвач.